# Aristolochia kwangsiensis
Aristolochia kwangsiensis Chun & F.C.How ex S.Yun Liang – gatunek rośliny z rodziny kokornakowatych (Aristolochiaceae Juss.). Występuje endemicznie w Chinach, w prowincjach Fujian, Guangdong, Hunan, Junnan, Kuejczou, Syczuan i Zhejiang oraz w regionie autonomicznym Kuangsi.

## Morfologia
PokrójBylina o pnących i owłosionych pędach.
LiścieMają sercowaty lub okrągły kształt. Mają 11–13 cm długości oraz 9–32 cm szerokości. Są mniej lub bardziej owłosione. Nasada liścia ma sercowaty kształt. Z tępym lub ostrym wierzchołkiem. Ogonek liściowy jest owłosiony i ma długość 6–15 cm.
KwiatyZygomorficzne. Zebrane są po 2–3 w gronach. Mają czarno-purpurową barwę. Dorastają do 20–35 mm długości i 3–10 mm średnicy. Mają kształt wygiętej tubki. Wewnątrz są żółte i owłosione.
OwoceTorebki o cylindrycznym kształcie. Mają 8–10 cm długości i 2 cm szerokości. Pękają u podstawy.

## Biologia i ekologia
Rośnie w lasach. Występuje na wysokości od 600 do 1600 m n.p.m. Kwitnie od marca do maja, natomiast owoce pojawiają się od sierpnia do września.